# Cryptogemma chrysothemis
Cryptogemma chrysothemis is een slakkensoort uit de familie van de Turridae. De wetenschappelijke naam van de soort is voor het eerst geldig gepubliceerd in 1919 door Dall.